# Ulf Kristersson

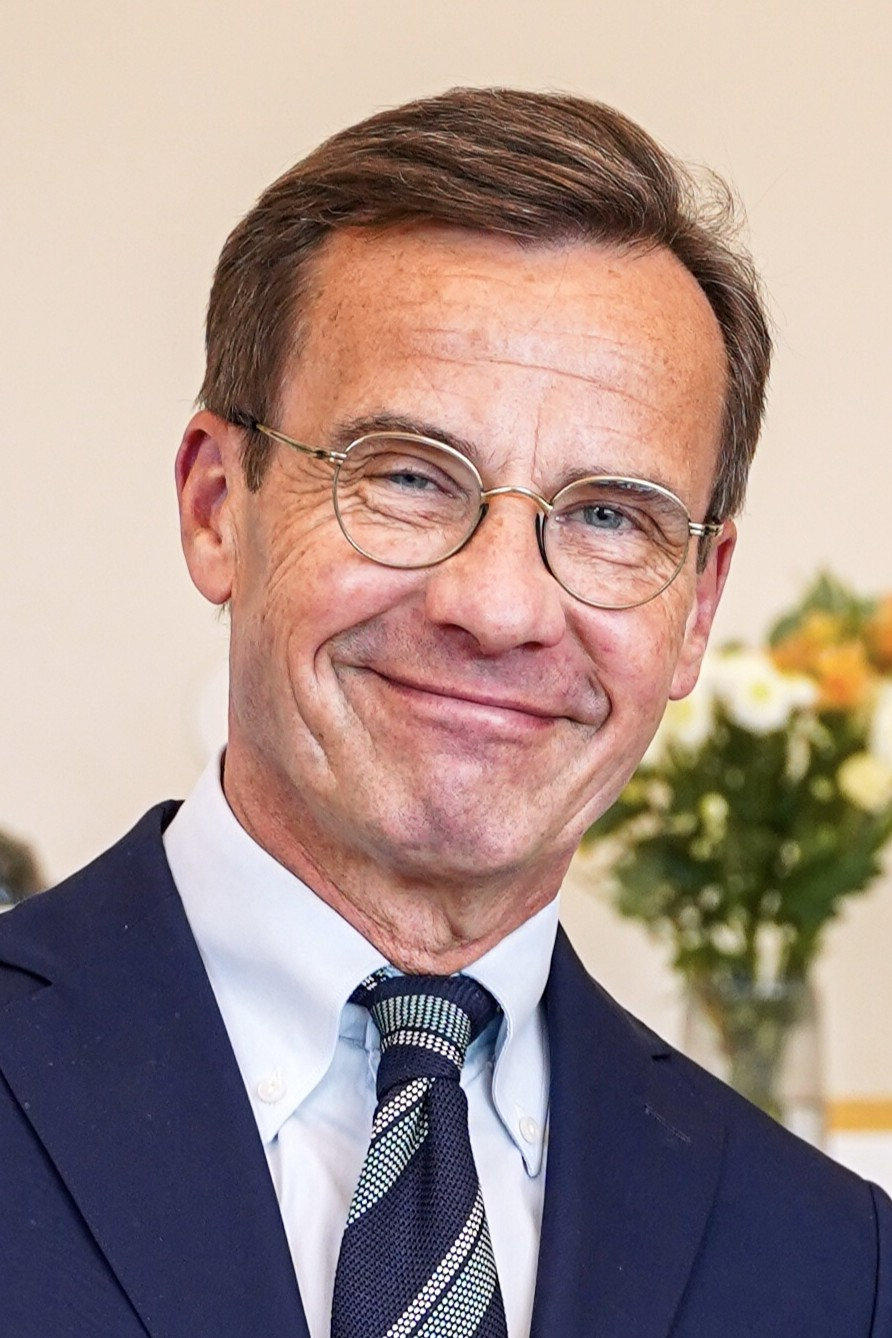
Ulf Kristersson (2025)

Ulf Hjalmar Kristersson (* 29. Dezember 1963 in Lund) ist ein schwedischer Politiker, seit 2017 Vorsitzender der Moderaten Sammlungspartei und seit dem 18. Oktober 2022 Ministerpräsident von Schweden.

## Leben
Ulf Hjalmar Kristersson wurde 1963 in Lund geboren und wuchs in der Kleinstadt Torshälla, die heute zu Eskilstuna gehört, auf. 1983 schloss er die Schulzeit am Sankt-Eskil-Gymnasium in Eskilstuna ab und diente im folgenden Jahr in der Schwedischen Armee, wo er zum Zugführer aufstieg. Von 1985 bis 1988 studierte er Betriebs- und Volkswirtschaft an der Universität Uppsala und erlangte dort den Bachelor.
Seit 1991 ist er mit Birgitta Ed verheiratet. Das Paar hat drei Töchter, die aus China adoptiert wurden. Seine Frau hat unter anderem als PR-Beraterin gearbeitet und wurde am 22. Januar 2023 als Pastorin der evangelisch-lutherischen Schwedischen Kirche ordiniert.

## Politische Laufbahn
Von 1988 bis 1992 war Kristersson Vorsitzender des Moderata ungdomsförbundet, der Jungpartei der Moderata samlingspartiet. 1991 wurde er Abgeordneter des Schwedischen Reichstags. Er gehörte dem Parlament bis zum Jahr 2000 an und war dort unter anderem Mitglied der Ausschüsse für Sozialversicherungs- bzw. Bildungsfragen sowie in der Revisionskommission. Zwischen 1993 und 1995 arbeitete er zudem vorwiegend als Buchautor und publizierte mehrere Werke zu Politik- und Wirtschaftsfragen. Ab 1995 war er drei Jahre lang Marketingchef des Thinktanks Timbro. 2000 bis 2001 war er PR-Chef des schwedischen Beratungsunternehmens Connecta sowie der Immobilienfirma Adcore und von 2001 bis 2002 Kommunikationschef der Nextwork AB. 2003 wurde Kristersson in den Kommunalråd der Gemeinde Strängnäs gewählt und war dort bis 2006 für Finanzfragen zuständig. 2005 bis 2006 war er Vorsitzender der Arbeitsgruppe für Familienpolitik der Moderata samlingspartiet und von 2008 bis 2009 der Arbeitsgruppe für Migrations- und Integrationspolitik. 2006 wurde er zudem zum Borgarråd der Stadt Stockholm gewählt und war dort bis 2010 für Sozialfragen zuständig. 2009 wurde er Vorsitzender der Arbeitsgruppe für Familienpolitik der Allianz für Schweden und 2010 war er für die Politik der Moderata samlingspartiet in Familien-, Sozial- und Vorschulfragen verantwortlich.
Am 5. Oktober 2010 wurde er zum Nachfolger von Cristina Husmark Pehrsson als Minister für soziale Sicherheit in der Regierung Fredrik Reinfeldt ernannt. Diesen Posten hatte er bis 2014 inne. Am 1. Oktober 2017 trat Ulf Kristersson als Vorsitzender der Moderaten die Nachfolge von Anna Kinberg Batra an.
Nach einem erfolgreichen Misstrauensvotum gegen die Regierung Löfven I am 25. September 2018 beauftragte Parlamentspräsident Andreas Norlén am 3. Oktober Kristersson mit Sondierungen für eine neue – bürgerliche – Regierung. Am 14. Oktober musste Kristersson diesen Auftrag zurückgeben, da Zentrumspartei und Liberalerna eine Minderheitsregierung der Allianz abgelehnt hatten, sofern deren Bildung von den rechtspopulistischen Schwedendemokraten mitgetragen werden müsste.
Nachdem die Regierung Löfven II am 21. Juni 2021 ebenfalls ein Misstrauensvotum verlor und Ministerpräsident Stefan Löfven daraufhin seinen Rücktritt erklärt hatte, beauftragte Parlamentspräsident Norlén wiederum Kristersson, die Bildung einer neuen Regierung zu versuchen. Auch dieser Versuch war nicht erfolgreich.
Bei der Reichstagswahl im September 2022 erzielte der konservativ-rechte Block unter Führung Kristerssons die Mehrheit der Mandate, woraufhin er mit der Bildung einer neuen Regierung beauftragt wurde. Seine Minderheitsregierung lässt sich erstmals von den offiziell nicht beteiligten Schwedendemokraten unterstützen. Kristersson stellte sich am 17. Oktober 2022 erfolgreich einer Vertrauensabstimmung im neu zusammengesetzten Reichstag. 176 der 349 Abgeordneten stimmten für ihn, 173 gegen ihn. Am darauffolgenden Tag bildete er die Regierung Kristersson.